# ʿAlā' ad-Daula as-Simnānī
ʿAlā' ad-Daula as-Simnānī bzw. Semnānī (persisch علاءالدوله سمنانی; geb. 1261 in Semnan, Iran; gest. 1336) war ein persischer Sufi (islamischer Mystiker) des Kubrawiyya-Ordens, Autor und Lehrer des Sufismus.

## Leben
Simnani wurde 1261 in Semnan im Iran geboren. Den Ausführungen des Sufismus-Experten John Renard zufolge war er der Sohn einer mächtigen und einflussreichen Familie während der Zeit der mongolischen Ilkhanidenherrschaft im Iran. Der Überlieferung zufolge erlebte er eine Bekehrung, die durch eine Vision und eine langwierige Krankheit ausgelöst wurde, und entwickelte sich in der Auseinandersetzung mit den buddhistischen Mönchen, die die mongolischen Höfe besuchten, zu einem felsenfesten Verfechter des Islam. Ein wichtiges Thema, das seinem Werk zugrunde liegt, ist der Ausgleich zwischen sunnitischen und schiitischen theologischen Elementen und dem Sufismus.
Simnani studierte in der Tradition des Sufismus von ʿAbd al-Raḥmān Isfarāyinī. Er ist Verfasser mehrerer Werke über den Sufismus und Islam.
Zusammen mit den Lehren von Ibn 'Arabi hatten die Lehren von as-Simnānī einen bedeutenden Einfluss auf die Entwicklung mystischer Konzepte im Iran (bis Mitte des 16. Jahrhunderts), in Mawara’annahr, Ostturkestan und Nordindien, so dass die meisten Sufis begannen, sich als Anhänger zweier verschiedener Lehrrichtungen - der Wudschūdiyya (von Wahdat al-wudschūd) und der Schuhūdiyya (von Wahdat asch-schuhūd) - zu bezeichnen.
Zu einem geringeren Umfang lässt er einige in der indischen Schule des Wahdat asch-schuhūd von Ahmad Sirhindi (gest. 1626) vorgebrachte Ideen erahnen.

Stephen Lambden summiert: 

„A Kubrāwî, (d.1336) spent his youth at the Ilkhanid court, a poet and mystical philosopher who modifīed Ibn `Arabi's concept of wahdat al-wujud. A favorite saint of the later Naqshbandiyya.“

## Werke (Auswahl)
- Tafsīr Najm al-Qur'ān. Mss. (siehe Elias 1995 Index)
- al-`Urwah li-ahl al-khalwah wa-al-jalwah. ed. Najīb Māyil Haravī, Tehran: Intisharat-i Mawlā 1983
- Divan-i kamil-i Ash`ar-i Farsi va `Arabi, Tihran: Shirkat-i Muallifan va Mutarjiman-i Iran, 1985

vgl. hurqalya.ucmerced.edu: Select Writings of `Alā al-Dawlah Simnānī (d. c. 787 / c. 1260-1 /1336).